# Begonia pasamanensis
Espèce
Begonia pasamanensis est une espèce de plantes de la famille des Begoniaceae. L'espèce fait partie de la section Jackia
Elle a été décrite en 2009 par Mark Hughes.